# Перротта, Том
То́мас Р. Перро́тта (англ. Thomas R. Perrotta; род. 13 августа 1961 года, Гарвуд, Ньюарк, шт. Нью-Джерси, США) — американский романист и сценарист, наиболее известный по своим романам «Выскочка» (1998) и «Как малые дети» (2004), которые были адаптированы в критически успешные, номинированные на премию «Оскар» фильмы. Перротта вместе с Тоддом Филдом был сценаристом киноверсии романа «Как малые дети» 2006 года и получил номинацию на премию «Оскар» за лучший адаптированный сценарий. Он также известен по своему роману «Оставленные» (2011), который был адаптирован в телесериал на канале HBO.

## Биография
Том Перротта родился в Гарвуде, Нью-Джерси, и провёл там всё своё детство. Его отец был итальянским иммигрантским, почтовым работником, чьи родители эмигрировали из деревни около Авеллино, Кампании, а его мать — албано-итальянская иммигрантка, бывший секретарь, которая стала домохозяйкой, чтобы растить его вместе с его старшим братом и младшей сестрой.
Перротте нравилось читать книги таких писателей, как О. Генри, Дж. Р. Р. Толкин и Джон Ирвинг, и он рано решил рано, что он хочет стать писателем. Он был вовлечён в литературный журнал начальной школы, «Pariah», для которого он написал несколько коротких рассказов. Перротта получил степень бакалавра в области английского языка в Йельском университете в 1983 году и затем степень магистра английского/творческого письма в Сиракузском университете. В Сиракузе Перротта был учеником Тобиаса Вольффа, которого Перротта позже похвалил за «комическое написание и моральную серьёзность.»
Перротта женился на писательнице Мэри Грэнфилд в 1991 году, и живёт в бостонском пригороде Белмонт.

## Карьера
Во время обучения творческому письму в Гарварде Перротта завершил три романа, которые не сразу были опубликованы. Одним из них был «Выскочка» — сюжет о выборах в средней школе, вдохновлённых президентскими выборам в США 1992 года, а другим был «Lucky Winners», который по состоянию на 2007 год остаётся неопубликованным и который Перротта в 2004 году описал как «довольно неплохой роман о семье, которая распадается после выигрыша в лотерею.» В 1994 году Перротта опубликовал свою первую книгу, коллекцию рассказов «Bad Haircut: Stories of the Seventies», которую «The Washington Post» назвал «более мощной, чем другие романы воспитания.» В этом же году, Перротта ушёл из Йельского университета и начал преподавать в Гарвардском университете. В 1997 году он опубликовал «The Wishbones», свой первый роман, про который Перротта сказал, что он в основном «о моих школьных годах.» Неопубликованная рукопись «Выскочки» была предложена в качестве сценария в 1996 году режиссёру Александру Пэйну, что привело к интересу к публикации книги. Она поступила в книжные магазины в марте 1998 года, а вскоре после её экранизации в апреле 1999 года получила одобрение критиков. Фильм, в котором играли Мэттью Бродерик и Риз Уизерспун, помог популяризировать Перротту в качестве автора.
Роман «Как малые дети» стал прорывом, входил в многочисленные списки «Лучших книг 2004 года», в том числе «The New York Times Book Review», «Newsweek», «National Public Radio» и «People», и собрал хорошую критику. «The New York Times» окрестил Перотту «американским Чеховым, чьи персонажи даже в самой нелепости кажутся благословенными и облагороженными светящейся аурой человека», а «People» назвал его «редким писателем, в равной степени одарённым в рисовании эмоциональных карт людей… и создании уморительных сцен.» В свою очередь, Перротта описывает себя как писателя в «простой американской традиции» таких авторов, как Эрнест Хемингуэй и Раймонд Карвер.
После приобретения прав на его роман «Оставленные» каналом HBO Перротта стал разрабатывать сериал вместе с Деймоном Линделофом, который также работал шоураннером проекта. Линделоф и Перротта вместе написали сценарии к пилотному и финальному эпизоду первого сезона и продолжили писать сценарии в дальнейшем. В 2019 Перротта выпустил на HBO сериал «Миссис Флетчер» на основе своего одноимённого романа.

### Романы
- Wishbones (1997)
- Выскочка (1998)
- Joe College (2000)
- Как малые дети (2004)
- The Abstinence Teacher (2007)
- Оставленные (2011)[14][15][16]

### Повести
- The Weiner Man (1988)
- Wild Kingdom (1988)
- Forgiveness (1989—1994)
- The Smile on Happy Chang’s Face (2004)
- Kiddie Pool (2007)

### Сборники рассказов
- Bad Haircut: Stories of the Seventies (1994)
- Nine Inches (2013)